# エルンスト・オットー・ベックマン

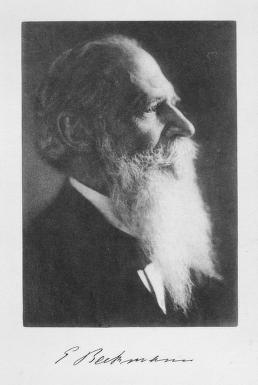
エルンスト・オットー・ベックマン

エルンスト・オットー・ベックマン（Ernst Otto Beckmann, 1853年7月4日 - 1923年7月13日）はドイツの化学者。
ヘルマン・コルベの元で化学を学んだ後、コルベの後任者であったヨハネス・ヴィスリケヌスの助手となった。その後、ライプツィヒ大学、ギーセン大学、エアランゲン大学、ベルリン大学の教授を歴任した。またベルリン大学在籍時にカイザー・ヴィルヘルム化学研究所の初代所長を兼任した。
業績としてはオキシムの研究と凝固点測定器、沸点測定器の開発があり、オキシムの転位反応であるベックマン転位、凝固点降下の測定に用いるベックマン温度計に名前を残している。130名余りの博士を研究室から出すなど、教育にも熱心であった。

## 生涯
1853年にゾーリンゲンにおいて染料工場を経営していたヨハネス・フリードリヒ・ヴィルヘルム・ベックマンの息子として生まれた。1870年に薬局の徒弟となってアロルゼン、ブルクアンデルヴッパー、ライプツィヒ、ケルンなどを転々とした。その後1874年にヴィースバーデンのカール・レミギウス・フレゼニウスの実験室に入り助手となった。翌年ライプツィヒ大学に入りヘルマン・コルベの元で研究を行なった。1878年にジアルキルスルフィドの酸化生成物に関する研究で博士号を取得した。
その後、ベックマンはブラウンシュヴァイク工科大学で毒性学者のロベルト・オットーの助手として5年間働いた。そして1883年にライプツィヒに戻り、コルベの助手となった。1884年にコルベの死後、後任者となったヨハネス・ヴィスリケヌスの助手となった。さらに1887年には教授に昇格した。
ここでカルボニル化合物をヒドロキシルアミンで処理して得られるオキシムについて多くの研究を行なった。そしてオキシムがニトロソ化合物の異性体であり、C=N-OHの構造を持つことを発見した。また1886年にベンゾフェノンのオキシムを五塩化リンで処理した後、加水分解するとベンズアニリドが得られることを発見した。これがベックマン転位の発見である。1889年にはベンズアルデヒドのオキシムがsyn-antiの異性体を持つことを発見し、当時議論されていた幾何異性体について新たな展開を示した。
また1885年から1890年にかけて凝固点測定器の開発を行なった。ベックマンは1871年に発見されたラウールの法則を利用して分子量を決定することを考えた。当時は不揮発性の分子の分子量を決定する方法は他に存在しなかった。
ベックマンは0.01 ℃以下の微小な温度差を測定できる温度計を開発し、これを応用して凝固点降下の測定を行なった。この温度計はベックマン温度計の名で知られている。ベックマンの凝固点降下測定法は質量分析器が利用できるようになるまで不揮発性分子の標準的な分子量決定法の1つであった。
またベンゾフェノンのエーテル溶液に金属ナトリウムを加えると深青色の溶液が得られることを報告している。これはベンゾフェノンケチルアニオンラジカルの生成によるものである。このケチルラジカルを発生させるこの方法はエーテル系溶媒の脱水、脱酸素法として現在でも用いられている。
その後、1891年にギーセン大学の非常勤教授となり、さらに翌年にはエアランゲン大学に移った。ここでは樟脳やメントールなどモノテルペンについての研究を行なった。この際、メントンの研究から反応中間体の概念を始めて考案した。
1897年には再びライプツィヒ大学に戻った。1912年にはベルリンに招聘され、ベルリン大学の教授、および新しく開設されたカイザー・ヴィルヘルム化学研究所の初代所長となった。
第一次世界大戦中は沸点上昇測定法による分子量決定法の研究などを行なっていた。また、家畜用の餌として黄花ルピナスの種の解毒研究を行ったが、自ら解毒用の水の味見を繰り返したのが下で健康を損なった。
1921年10月に引退。その後、1923年に悪性貧血のため70歳で死去した。